# Ohio Valley Conference
La Ohio Valley Conference (acrónimo: OVC) (español: Conferencia del Valle de Ohio) es una conferencia de la División I de la NCAA, que opera en el Medio Oeste y en el sudeste de los Estados Unidos. Fundada en 1948, está formada por 10 miembros que compiten en 19 deportes. Siete de los equipos compiten en fútbol americano en la propia conferencia, mientras que el undécimo, Morehead State, lo hace en la Pioneer Football League. Tiene su sede en la ciudad de Brentwood, Tennessee.

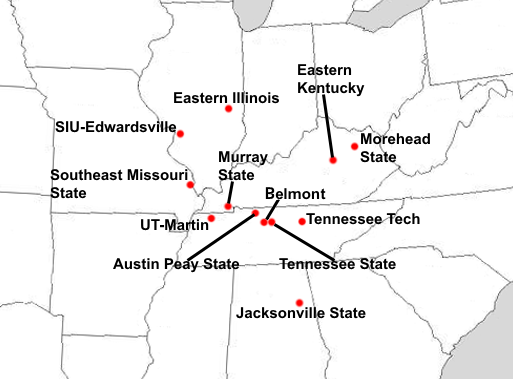
Localización de las universidades.

## Miembros actuales
| Logo | Institución                                  | Localización           | Fundada | Tipo           | Año de unión                                  | Equipo           |
| ---- | -------------------------------------------- | ---------------------- | ------- | -------------- | --------------------------------------------- | ---------------- |
|      | Universidad de Illinois Oriental             | Charleston, Illinois   | 1895    | Pública        | 1996                                          | Panthers         |
|      | Universidad de Lindenwood                    | St. Charles, Misuri    | 1827    | Privada        | 2022                                          | Lions            |
|      | Universidad de Arkansas en Little Rock       | Little Rock, Arkansas  | 1927    | Pública        | 2022                                          | Trojans          |
|      | Universidad Estatal de Morehead              | Morehead, Kentucky     | 1922    | Pública        | 1948                                          | Eagles           |
|      | Universidad del Sur de Illinois Edwardsville | Edwardsville, Illinois | 1957    | Pública        | 2008                                          | Cougars          |
|      | Universidad Estatal del Sudeste de Misuri    | Cape Girardeau, Misuri | 1873    | Pública        | 1991                                          | Redhawks         |
|      | Universidad del Sur de Indiana               | Evansville, Indiana    | 1965    | Pública        | 2022                                          | Screaming Eagles |
|      | Universidad Estatal de Tennessee             | Nashville, Tennessee   | 1912    | Pública (HBCU) | 1986                                          | Tigers           |
|      | Universidad Tecnológica de Tennessee         | Cookeville, Tennessee  | 1912    | Pública        | 1949                                          | Golden Eagles    |
|      | Universidad de Tennessee en Martin           | Martin, Tennessee      | 1901    | Pública        | 1992                                          | Skyhawks         |
|      | Universidad de Illinois Occidental           | Macomb, Illinois       | 1899    | Pública        | 2023 (otros deportes) 2024 (fútbol americano) | Leathernecks     |

- Ni Little Rock ni el Southern Indiana (Sur de Indiana) tienen un equipo de fútbol americano. Morehead State (Estatal de Morehead) juega al fútbol americano en la Pioneer Football League.

### Miembro de Salida
| Institución                          | Localización          | Equipo        | Tipo    | Año de salida | Conferencia de traslado |
| ------------------------------------ | --------------------- | ------------- | ------- | ------------- | ----------------------- |
| Universidad Tecnológica de Tennessee | Cookeville, Tennessee | Golden Eagles | Pública | 2026          | Southern Conference     |

### Miembros Asociados
| Institución                             | Localización             | Equipo    | Tipo     | Año de unión | Deporte                    | Conferencia primaria       |
| --------------------------------------- | ------------------------ | --------- | -------- | ------------ | -------------------------- | -------------------------- |
| Universidad Bryant                      | Smithfield, Rhode Island | Bulldogs  | Privada  | 2024         | Golf femenino              | America East Conference    |
| Universidad Bryant                      | Smithfield, Rhode Island | Bulldogs  | Privada  | 2024         | Golf masculino             | America East Conference    |
| Universidad Bryant                      | Smithfield, Rhode Island | Bulldogs  | Privada  | 2024         | Tenis femenino             | America East Conference    |
| Universidad de Tennessee en Chattanooga | Chattanooga, Tennessee   | Mocs      | Pública  | 2019         | Voleibol de playa femenino | Southern Conference        |
| Universidad Cristiana de Houston        | Houston, Texas           | Huskies   | Privada  | 2023         | Fútbol masculino           | Southland Conference       |
| Universidad del Verbo Encarnado         | San Antonio, Texas       | Cardinals | Privada  | 2023         | Fútbol masculino           | Southland Conference       |
| Universidad Liberty                     | Lynchburg, Virginia      | Flames    | Privada  | 2023         | Fútbol masculino           | Conference USA             |
| Universidad Estatal de Murray           | Murray, Kentucky         | Racers    | rPública | 2022         | Tiro deportivo             | Missouri Valley Conference |

### Miembros Asociados de Salida
| Institución         | Localización        | Equipo | Tipo    | Año de salida | Deporte          | Conferencia de traslado (en el deporte actual de la OVC) |
| ------------------- | ------------------- | ------ | ------- | ------------- | ---------------- | -------------------------------------------------------- |
| Universidad Liberty | Lynchburg, Virginia | Flames | Privada | 2026          | Fútbol masculino | Southern Conference                                      |

### Futuros Miembros Asociados
| Institución                               | Localización    | Equipo   | Tipo    | Año de unión | Deporte(s)       | Conferencia primaria |
| ----------------------------------------- | --------------- | -------- | ------- | ------------ | ---------------- | -------------------- |
| Universidad de Texas Valle del Río Grande | Edinburg, Texas | Vaqueros | Pública | 2026         | Fútbol masculino | Southland Conference |

### Antiguos miembros
| Institución                                                    | Localización                    | Equipo          | Tipo    | Año de afiliación | Año de salida | Conferencia actual                                           |
| -------------------------------------------------------------- | ------------------------------- | --------------- | ------- | ----------------- | ------------- | ------------------------------------------------------------ |
| Universidad de Evansville                                      | Evansville, Indiana             | Purple Aces     | Privada | 1948              | 1952          | Missouri Valley Conference                                   |
| Universidad de Louisville                                      | Louisville, Kentucky            | Cardinals       | Pública | 1948              | 1949          | Atlantic Coast Conference                                    |
| Universidad de Kentucky Occidental                             | Bowling Green, Kentucky         | Hilltoppers     | Pública | 1948              | 1982          | Conference USA                                               |
| Universidad de Kentucky Oriental                               | Richmond, Kentucky              | Colonels        | Pública | 1948              | 2021          | Atlantic Sun Conference (United Athletic Conference en 2026) |
| Universidad Marshall                                           | Huntington, Virginia Occidental | Thundering Herd | Pública | 1949              | 1952          | Sun Belt Conference                                          |
| Middle Tennessee State University                              | Murfreesboro, Tennessee         | Blue Raiders    | Pública | 1952              | 2000          | Conference USA                                               |
| Universidad Estatal de Tennessee Oriental                      | Johnson City, Tennessee         | Buccaneers      | Pública | 1958              | 1978          | Southern Conference                                          |
| Universidad de Akron                                           | Akron, Ohio                     | Zips            | Pública | 1980              | 1987          | Mid-American Conference                                      |
| Universidad Estatal de Youngstown (1987 solo Fútbol americano) | Youngstown, Ohio                | Penguins        | Pública | 1981              | 1992          | Horizon League                                               |
| Universidad Samford                                            | Homewood, Alabama               | Bulldogs        | Privada | 2003              | 2008          | Southern Conference                                          |
| Universidad Estatal de Jacksonville                            | Jacksonville, Alabama           | Gamecocks       | Pública | 2003              | 2021          | Conference USA                                               |
| Universidad Estatal Austin Peay                                | Clarksville, Tennessee          | Governors       | Pública | 1962              | 2022          | Atlantic Sun Conference (United Athletic Conference en 2026) |
| Universidad Belmont                                            | Nashville, Tennessee            | Bruins          | Privada | 2012              | 2022          | Missouri Valley Conference                                   |
| Universidad Estatal de Murray                                  | Murray, Kentucky                | Racers          | Pública | 1948              | 2022          | Missouri Valley Conference                                   |

## Campeones de conferencia
| Temporada | Campeón                              | Récord |
| --------- | ------------------------------------ | ------ |
| 1948      | Murray State                         | 3-1-0  |
| 1949      | Evansville                           | 3-1-1  |
| 1950      | Murray State                         | 5-0-1  |
| 1951      | Murray State                         | 5-1-0  |
| 1952      | Tennessee Tech                       | 4-1-0  |
| 1952      | Western Kentucky                     | 4-1-0  |
| 1953      | Tennessee Tech                       | 5-0-0  |
| 1954      | Eastern Kentucky                     | 5-0-0  |
| 1955      | Tennessee Tech                       | 5-0-0  |
| 1956      | Middle Tennessee State               | 5-0-0  |
| 1957      | Middle Tennessee State               | 5-0-0  |
| 1958      | Middle Tennessee State               | 5-1-0  |
| 1958      | Tennessee Tech                       | 5-1-0  |
| 1959      | Middle Tennessee State               | 5-0-1  |
| 1959      | Tennessee Tech                       | 5-0-1  |
| 1960      | Tennessee Tech                       | 6-0-0  |
| 1961      | Tennessee Tech                       | 6-0-0  |
| 1962      | East Tennessee State                 | 4-2-0  |
| 1963      | Western Kentucky                     | 7-0-0  |
| 1964      | Middle Tennessee State               | 6-1-0  |
| 1965      | Middle Tennessee State               | 7-0-0  |
| 1966      | Morehead State                       | 6-1-0  |
| 1967      | Eastern Kentucky                     | 5-0-2  |
| 1968      | Eastern Kentucky                     | 7-0-0  |
| 1969      | East Tennessee State                 | 6-0-1  |
| 1970      | Western Kentucky                     | 5-1-1  |
| 1971      | Western Kentucky                     | 5-2-0  |
| 1972      | Tennessee Tech                       | 7-0-0  |
| 1973      | Western Kentucky                     | 7-0-0  |
| 1974      | Eastern Kentucky                     | 6-1-0  |
| 1975      | Tennessee Tech                       | 6-1-0  |
| 1975      | Western Kentucky                     | 6-1-0  |
| 1976      | Eastern Kentucky                     | 6-1-0  |
| 1977      | Austin Peay State                    | 6-1-0  |
| 1978      | Western Kentucky                     | 6-0-0  |
| 1979      | Murray State                         | 6-0-0  |
| 1980      | Western Kentucky                     | 6-1-0  |
| 1981      | Eastern Kentucky                     | 8-0-0  |
| 1982      | Eastern Kentucky                     | 7-0-0  |
| 1983      | Eastern Kentucky                     | 6-1-0  |
| 1984      | Eastern Kentucky                     | 6-1-0  |
| 1985      | Middle Tennessee State               | 7-0-0  |
| 1986      | Murray State                         | 5-2-0  |
| 1987      | Eastern Kentucky                     | 5-1-0  |
| 1987      | Youngstown State                     | 5-1-0  |
| 1988      | Eastern Kentucky                     | 6-0-0  |
| 1989      | Middle Tennessee State               | 6-0-0  |
| 1990      | Eastern Kentucky                     | 5-1-0  |
| 1990      | Middle Tennessee State               | 5-1-0  |
| 1991      | Eastern Kentucky                     | 7-0-0  |
| 1992      | Middle Tennessee State               | 8-0-0  |
| 1993      | Eastern Kentucky                     | 8-0-0  |
| 1994      | Eastern Kentucky                     | 8-0-0  |
| 1995      | Murray State                         | 8-0-0  |
| 1996      | Murray State                         | 8-0-0  |
| 1997      | Eastern Kentucky                     | 7-0-0  |
| 1998      | Tennessee State                      | 6-1    |
| 1999      | Tennessee State                      | 7-0    |
| 2000      | Western Kentucky                     | 7-0    |
| 2001      | Eastern Illinois                     | 6-1    |
| 2002      | Eastern Illinois                     | 5-1    |
| 2002      | Murray State                         | 5-1    |
| 2003      | Jacksonville State                   | 7-1    |
| 2004      | Jacksonville State                   | 7-1    |
| 2005      | Eastern Illinois                     | 8-0    |
| 2006      | Tennessee-Martin                     | 6-1    |
| 2006      | Eastern Illinois                     | 7-1    |
| 2007      | Eastern Kentucky                     | 8-0    |
| 2008      | Eastern Kentucky                     | 7–1    |
| 2009      | Eastern Illinois                     | 6–2    |
| 2010      | Southeast Missouri State             | 7–1    |
| 2011      | Tennessee Tech                       | 6-2    |
| 2011      | Eastern Kentucky                     | 6-2    |
| 2011      | Jacksonville State                   | 6-2    |
| 2012      | Eastern Illinois                     | 6–1    |
| 2013      | Eastern Illinois                     | 8–0    |
| 2014      | Jacksonville State                   | 8–0    |
| 2015      | Jacksonville State                   | 8–0    |
| 2016      | Jacksonville State                   | 7–0    |
| 2017      | Jacksonville State                   | 8–0    |
| 2018      | Jacksonville State                   | 7–1    |
| 2019      | Austin Peay Southeast Missouri State | 7–1    |
| 2020      | Jacksonville State                   | 6–1    |
| 2021      | UT Martin                            | 5–1    |

| Temporada | Campeón de la temporada regular                                   | Campeón del torneo |
| --------- | ----------------------------------------------------------------- | ------------------ |
| 1949      | Western Kentucky (8-2)                                            | Western Kentucky   |
| 1950      | Western Kentucky (8-0)                                            | Eastern Kentucky   |
| 1951      | Murray State (9-3)                                                | Murray State       |
| 1952      | Western Kentucky (9-1)                                            | Western Kentucky   |
| 1953      | Eastern Kentucky (9-1)                                            | Western Kentucky   |
| 1954      | Western Kentucky (9-1)                                            | Western Kentucky   |
| 1955      | Western Kentucky (8-2)                                            | Eastern Kentucky   |
| 1956      | Morehead St/Tennessee Tech/Western Kentucky (7-3)                 | N/A                |
| 1957      | Morehead St/Western Kentucky (9-1)                                | N/A                |
| 1958      | Tennessee Tech (8-2)                                              | N/A                |
| 1959      | Eastern Kentucky (10-2)                                           | N/A                |
| 1960      | Western Kentucky (10-2)                                           | N/A                |
| 1961      | Morehead St/Western Kentucky/Eastern Kentucky (9-3)               | N/A                |
| 1962      | Western Kentucky (11-1)                                           | N/A                |
| 1963      | Tennessee Tech/Morehead St (8-4)                                  | N/A                |
| 1964      | Murray State (11-3)                                               | Murray State       |
| 1965      | Eastern Kentucky (13-1)                                           | Western Kentucky   |
| 1966      | Western Kentucky (14-0)                                           | Western Kentucky   |
| 1967      | Western Kentucky (13-1)                                           | Tennessee Tech     |
| 1968      | East Tennessee/Murray St (11-3)                                   | N/A                |
| 1969      | Murray St/Morehead St (11-3)                                      | N/A                |
| 1970      | Western Kentucky (14-0)                                           | N/A                |
| 1971      | Western Kentucky (12-2)                                           | N/A                |
| 1972      | Eastern Kentucky/Morehead St/Western Kentucky (9-5)               | N/A                |
| 1973      | Austin Peay (11-3)                                                | N/A                |
| 1974      | Austin Peay/Morehead St (10-4)                                    | N/A                |
| 1975      | Middle Tennessee (12-2)                                           | Middle Tennessee   |
| 1976      | Western Kentucky (11-3)                                           | Western Kentucky   |
| 1977      | Austin Peay (13-1)                                                | Middle Tennessee   |
| 1978      | Middle Tennessee/East Tennessee (10-4)                            | Western Kentucky   |
| 1979      | Eastern Kentucky (9-3)                                            | Eastern Kentucky   |
| 1980      | Western Kentucky/Murray St (10-2)                                 | Western Kentucky   |
| 1981      | Western Kentucky (12-2)                                           | Western Kentucky   |
| 1982      | Murray St/Western Kentucky (13-3)                                 | Middle Tennessee   |
| 1983      | Murray State (11-3)                                               | Morehead State     |
| 1984      | Morehead State (12-2)                                             | Morehead State     |
| 1985      | Tennessee Tech (11-3)                                             | Middle Tennessee   |
| 1986      | Akron/Middle Tennessee (10-4)                                     | Akron              |
| 1987      | Middle Tennessee (11-3)                                           | Austin Peay        |
| 1988      | Murray State (13-1)                                               | Murray State       |
| 1989      | Middle Tennessee/Murray St (10-2)                                 | Middle Tennessee   |
| 1990      | Murray State (10-2)                                               | Murray State       |
| 1991      | Murray State (10-2)                                               | Murray State       |
| 1992      | Murray State (11-3)                                               | Murray State       |
| 1993      | Tennessee State (13-3)                                            | Tennessee State    |
| 1994      | Murray State (15-1)                                               | Tennessee State    |
| 1995      | Murray St/Tennessee St(11-5)                                      | Murray State       |
| 1996      | Murray State (12-4)                                               | Austin Peay        |
| 1997      | Murray St/Austin Peay (12-6)                                      | Murray State       |
| 1998      | Murray State (16-2)                                               | Murray State       |
| 1999      | Murray State (16-2)                                               | Murray State       |
| 2000      | Southeast Missouri/Murray St (14-4)                               | Southeast Missouri |
| 2001      | Tennessee Tech (13-3)                                             | Eastern Illinois   |
| 2002      | Tennessee Tech (15-1)                                             | Murray State       |
| 2003      | Austin Peay/Morehead St (13-3)                                    | Austin Peay        |
| 2004      | Austin Peay (16-0)                                                | Murray State       |
| 2005      | Tennessee Tech (12-4)                                             | Eastern Kentucky   |
| 2006      | Murray State (17-3)                                               | Murray State       |
| 2007      | Austin Peay (16-4)                                                | Eastern Kentucky   |
| 2008      | Austin Peay (16–4)                                                | Austin Peay        |
| 2009      | Tennessee-Martin (14-4)                                           | Morehead State     |
| 2010      | Murray State (17-1)                                               | Murray State       |
| 2011      | Murray State (14-4)                                               | Morehead State     |
| 2012      | Murray State (15-1)                                               | Murray State       |
| 2013      | East: Belmont (14-2) West: Murray State (10-6)                    | Belmont            |
| 2014      | East: Belmont (14-2) West: Murray State (13-3)                    | Eastern Kentucky   |
| 2015      | East: Eastern Kentucky & Belmont (11-5) West: Murray State (16-0) | Belmont            |
| 2016      | East: Belmont (12-4) West: UT Martin & Murray State (10-6)        | Austin Peay        |
| 2017      | East: Belmont (15-1) West: UT Martin (10-6)                       | Jacksonville State |
| 2018      | Murray State (15-2)                                               | Murray State       |
| 2019      | Belmont/Murray State (16-2)                                       | Murray State       |